# Christophe Bordeau
Christophe Bordeau (* 3. August 1968 in Tours) ist ein ehemaliger französischer Schwimmer. Er gewann bei Europameisterschaften zwei Bronzemedaillen. Außerdem erschwamm er viermal Gold, viermal Silber und einmal Bronze bei Mittelmeerspielen.

## Sportliche Karriere
Der 1,85 Meter große Christophe Bordeau schwamm für EN Tours. Er war vielfacher französischer Meister im Schmetterlingsschwimmen, war aber auch im Freistilschwimmen und im Lagenschwimmen erfolgreich.
Bordeaus internationale Karriere begann bei den Weltmeisterschaften 1986 in Madrid. Dort schied Bordeau über 200 Meter Schmetterling und über 400 Meter Lagen in den Vorläufen aus. Bei den Europameisterschaften 1987 in Straßburg belegte Bordeau den siebten Platz über 400 Meter Lagen. Einen Monat später bei den Mittelmeerspielen in Latakia gewann Bordeau Gold über 200 Meter Schmetterling, Silber über 400 Meter Lagen und Bronze über 200 Meter Lagen. 1988 bei den Olympischen Spielen in Seoul trat Bordeau zunächst über 400 Meter Lagen und belegte als Zweiter des B-Finales den zehnten Platz in der Gesamtwertung. Über 200 Meter Schmetterling schlug er im B-Finale als Fünfter an. Schließlich erreichte Bordeau auch über 200 Meter Lagen das B-Finale und wurde Zwölfter der Gesamtwertung.
1989 wurde Bordeau über 200 Meter Schmetterling Fünfter der Europameisterschaften in Bonn. Anfang 1991 bei den Weltmeisterschaften in Perth wurde Bordeau als Vierter des B-Finales Zwölfter der Gesamtwertung. Bei den Mittelmeerspielen in Athen wurde Bordeau über 200 Meter Freistil Zweiter hinter dem Italiener Giorgio Lamberti. Über 200 Meter Schmetterling siegte Bordeau mit 0,05 Sekunden Vorsprung vor seinem Landsmann Franck Esposito. Hinzu kam eine Silbermedaille mit der 4-mal-200-Meter-Freistilstaffel. Im August 1991 bei den Europameisterschaften in Athen siegte Franck Esposito über 200 Meter Schmetterling vor dem Polen Rafał Szukała, Bordeau erschwamm die Bronzemedaille. Ein Jahr später bei den Olympischen Spielen in Barcelona schwamm die 4-mal-200-Meter-Freistilstaffel mit Christophe Bordeau, Lionel Poirot, Franck Horter und Yann de Fabrique die zehntschnellste Vorlaufzeit. Zum Finaleinzug fehlte weniger als eine Sekunde. Über 200 Meter Schmetterling schied Bordeau als 25. der Vorläufe aus.
Die Mittelmeerspiele 1993 fanden im Juni in Languedoc-Roussillon statt. Bordeau gewann den Wettbewerb über 200 Meter Freistil. Über 200 Meter Schmetterling erschwamm er Silber hinter Esposito. Eine zweite Goldmedaille holte Bordeau zusammen mit Lionel Poirot, Ludovic Depickère und Christophe Marchand in der 4-mal-200-Meter-Freistilstaffel. Sechs Wochen später siegte bei den Europameisterschaften in Sheffield die russische 4-mal-200-Meter-Staffel vor den Deutschen. Bordeau, Poirot, Yann de Fabrique und Marchand erkämpften die Bronzemedaille. Bei den Olympischen Spielen 1996 in Atlanta schied Bordeau als 24. der Vorläufe über 200 Meter Freistil aus. Die 4-mal-200-Meter-Freistilstaffel mit Yann de Fabrique, Lionel Poirot, Bruno Orsoni und Christophe Bordeau erreichte das Finale und belegte den achten Platz.